# Kīevka
Kīevka är en ort i Kazakstan.   Den ligger i oblystet Qaraghandy, i den centrala delen av landet, 100 km söder om huvudstaden Astana. Kīevka ligger 397 meter över havet och antalet invånare är 7 037.
Terrängen runt Kīevka är mycket platt.  Trakten runt Kīevka är nära nog obefolkad, med mindre än två invånare per kvadratkilometer. Det finns inga andra samhällen i närheten. Trakten runt Kīevka består i huvudsak av gräsmarker.